# المعيار الدولي للوصف الأرشيفي العام

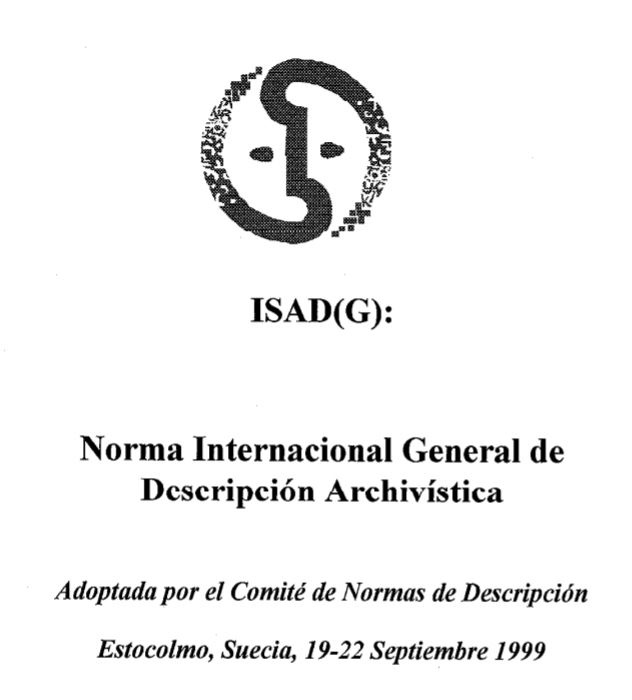

.

## مقدمة
تعتبر مراكز الأرشيف خزائن التاريخ فهي مجمع للخبرات والتجارب التي لابد من معرفتها بحيث أنها تضم الوثائق ذات القيم التاريخية والعلمية التي أصبحت مادة للتاريخ والبحث وبالتالي فان تردد الباحثين والقراء أمر لا بد منه وذلك من أجل إعداد بحوثهم على الوجه الصحيح ولتحقيق هذا الهدف يجب إتباع مجموعة من الإجراءات و الأنشطة التي ستجعل تقديم خدمة المعلومات سريعة وسهلة بحيث ستوفر للباحث المعلومات التي يريدها في الوقت الذي يحتاجها فيه من هذا المنطلق يظهر لنا بأن الأرشيف يخضع لمجموعة من القواعد التي تعمل على تنظيمه ابتداء من السلسلة الأرشيفية التي تضم مختلف المراحل المارة بها الوثائق الأرشيفية من لحظة إنشاءها إلى غاية إقصاءها أو حفظها بشكل نهائي إلى غاية تبليغه،وتتضمن السلسلة الأرشيفية كثاني مرحلة المعالجة العلمية للأرشيف والمقصود بها مجموعة الإجراءات التي تسمح بإتاحة ما يتم حفظه للمستفيد ومن أهم هذه الإجراءات الوصف أو مايقابله في مراكز المعلومات الفهرسة بحيث تمكننا من إعطاء وصف مادي وموضوعي للوثائق بمختلف أنواعها وأشكالها بإتباع المعيار الدولي للوصف الأرشيفي .فما هو تعريف المعيار الدولي للوصف الأرشيفي ؟ وما هي أهدافه ؟ وما هي الحقول المشار إليها من خلاله ؟

## لمحة تاريخية
إن الفهرسة من أهم العمليات الفنية التي تتم في في دور الأرشيف لإتاحة محتوياته من الوثائق للباحثين ، حيث ينتج من خلالها مجموعة من وسائل الإيجاد التي تساعد الباحثين في التعرف على مجموعات الوثائق المختزنة ، والفهرسة كعملية فنية تستخدم في المكتبات كما تستخدم في دور الأرشيف لأن الهدف منها إبراز الكيان الذاتي لأي مصدر معلومات حتى يتمكن الباحث من الاستدلال عليه والوصول إلى مكان حفظه وهو أمر مطلوب للكتاب والوثيقة بنفس الدرجة
تبدأ قصة التقنين بتشكيل مجموعة مختصة بالمعايير الوصفية قامت بمراجعة وتنقيح المسودة التمهيدية لهذه القواعد وقد تم هذا اللقاء في أكتوبر 1990 بألمانيا وهي مشكلة من علماء بارزين في الأرشيف:وندى دوف،مايكل كوك،شارون ثيبودو،هوجو ستيب ،ثم تلاه اجتماع في يوليو 1991بمدينة ليفربول ثم اجتماع في يناير 1992 بمدينة مدريد تم فيه إجازة المسودة رسميا وأطلق عليها مسودة مدريد وزعت هذه الأخيرة على المجتمع الأرشيفي الدولي في فبراير 1992 للتعليق عليها وقدمت كورقة عمل في المؤتمر الدولي الثاني عشر للأرشيف الذي عقد في سبتمبر 1992 ،وفي يناير 1993 اجتمعت لجنة المعايير الوصفية بالمجلس الدولي في مدينة ستوكهولم لفحص الوثيقة في ضوء التعليقات التي وردت من جميع أنحاء العالم وكذلك التعليقات والملاحظات التي قيلت في الجلسة المفتوحة بمؤتمر مونتريال ، ونتج عن هذا الاجتماع إقرار صيغة القواعد الحالية.

## تعريف التقنين الدولي للوصف الأرشيفي
هو تلك المجموعة من القواعد التي توفر على إعدادها لجنة المعايير الوصفية بالمجلس الدولي للوثائق وظهرت بعنوان ”التقنين الدولي العام للوصف الأرشيفي-تدواع “وهي آخر وأكمل قواعد لفهرسة الوثائق ،وتستند عملية الوصف الأرشيفي على مبادئ محددة هي :مبدأ الأصل أو المنشأ ،و مبدأ احترام الوحدة الأرشيفية ،و مبدأ التسلسل الهرمي لوحدات الوصف .
وهي عملية بناء و إعداد لضوابط تصف المحتويات الأرشيفية من خلال أدوات للبحث تساعد على ذلك
كما تعتمد عملية الوصف الأرشيفي على اختيار وحدات ذات مستويات معينة (المفردة –الملف – السلسلة الفرعية – السلسلة المتكاملة – الوديعة ...) لتكون هي أساس وحدة الوصف في الفهرس ومن ثم تتفاوت الفهارس طولا وقصرا وفقا لوحدة الوصف المعتمدة للفهرس ،حيث يمكن أن تصل أنواع الفهارس بناء على ذلك إلى خمسة أنواع هي :فهرس الدار ،فهرس المتكاملات ،فهرس المفردات الموجز، فهرس المفردات المفصل ،فهرس المفردات التحليلي

## أهداف التقنين الدولي للوصف الأرشيفي
1*تقديم نوع من التوحيد بحيث لا يختلف تفسيرها من أرشيف لآخر وتتضمن عناصر واضحة ومفهومة للوصف
2*تيسر استرجاع وتبادل المعلومات الخاصة بالمادة الأرشيفية ،ما دامت عناصر الوصف موحدة عالميا فانه من السهل تداولها واستخدامها في التعاون العالمي وبين دور الأرشيف المختلفة
3*تمكن من تقسيم بيانات المسؤولية ،و هذا يعني أن هذه القواعد تساعد في زيادة تحقيق ذاتية الوثيقة أو المجموعة باستخدام ما يناسبها من حالات الوصف الخاصة بكل عنصر على حدة وذلك من خلال ما تحويه القواعد من تفاصيل لعناصر الوصف
و هناك ملاحظة مهمة وهي أن الإيجاز أو التوسع في بيانات الوصف يعتمد على متطلبات وشكل الفهرس يدويا كان أو آليا ،فالفهرس الآلي أكثر قابلية احتواء تفاصيل كثيرة من الفهرس اليدوي سواء كان على شكل بطاقات أو على شكل سجل
4*التمكن من استعمال معطيات متفق عليها
5*جعل الوصفات الصادرة عن مختلف مصالح الأرشيف تنصهر داخل نظام معلومات موحد
6*تيسير البحث وتبادل المعلومات حول الأرشيف كما توفر تأليف وصفات منسجمة وهادفة وواضحة

## مستويات وقواعد المعيار الدولي للوصف الأرشيفي

### مستوياته
يطبق المعيار الدولي للوصف الأرشيفي العام على عدة مستويات مع التأكيد على احترام أربع قواعد أساسية و هي تتقدم على النحو التالي:

### الوصف من العام إلى الخاص
تقديم الهيكلة التسلسلية للرصيد و أجزائه بحيث يتعين ذكر المعلومات التي تتعلق بكامل الرصيد بينما على المستويات اللاحقة تذكر المعلومات المتعلقة بالجزء المعني بالوصف .

### معلومات تتوافق مع مستوى الوصف
ذكر المعلومات الملائمة للمستوى الذي تم وصفه مثال ذلك لايجب ذكر معلومات دقيقة حول مضمون ملفات إذا كان مستوى الوصف هو الرصيد ككل.

### الربط بين مستويات الوصف
تحديد موضع وحدة الوصف في التسلسل الموجود بين الوثائق ان لزم الأمر تربط كل وصفة بالوصفة الموجودة مباشرة في مرتبة أعلى مع تحديد مستوى الوصف

### عدم تكرار المعلومات
تجنب تكرار المعلومات في الوصفات الأرشيفية في المستوى الأعلى يجب ذكر المعلومات المشتركة لمختلف الأجزاء لا يجب بالنسبة لمستوى متدن في التسلسل ذكر معلومات وردت في مستوى .

### حقل التعريف
( معلومات تحدد هوية الوصف )

### المرجع
عبارة عن ترميز يتكون من رمز البلد وفق الطبعة الأخيرة ISO 3166 المتعلقة
```
بالرموز التي تمثل أسماء البلدان متبوع برمز مصلحة الأرشيف، بعدها الرمز الخاص 
المتبع في مصلحة الأرشيف " إطار التصنيف ”مثل :CA NAC ANC-2358
```

FR AD 53/234 j.

### التسمية
عندما تحمل وحدة الوصف عنوانا يجب ذكره بحذافيره مع احترام نصه و الكلمات التي يتضمنها مثل:شحن المطاط إلى إيطاليا و فرنسا .
تاريخ وحدة الوصف : ذكر تواريخ الوثائق التي تحتوي عليها وحدة الوصف في تاريخين :الأدنى و الأقصى مثل:1900-1919 .

### مستوى الوصف
ذكر مستوى وحدة الوصف المعنية بالأمر في الهرم التسلسلي مثل:الرصيد السلسلة...

### أهمية الحجم المادي
إعطاء عدد أو حجم وحدة الوصف ونوع الوثائق الموجودة بها مثل :19حافظة .

### حقل السياق:
معلومات حول مصدر وحدة الوصف و حفظها .

### اسم المنشئ
تحديد المنتج أو المنتجون لوحدة الوصف شخص معنوي  أو مادي .

### التاريخ الإداري أو الترجمة الذاتية
إعطاء لمحة تاريخية أو ترجمة ذاتية لمنشئ وحدة الوصف وذلك تكون أكثر وضوحا

### تاريخ تكوين وحدة الوصف
إعطاء تاريخ تكوين وحدة الوصف من قبل منشئها .

### تاريخ الحفظ
التغيرات المتتالية حول ملكية  حفظ وحدة الوصف إن وجدت، من أجل  
فهم  شموليتها وكمالها.
 طريقة  الدخول إلى مصلحة الأرشيف: ذكر اسم الواهب أو مصدر الاقتناء وكذلك تاريخ وكيفية الدخول إذا لم تكن المعلومات سرية وإذا كان المصدر مجهول يجب الإشارة إلى ذلك . 

### حقل شروط الإطلاع و الإستنساخ
( معلومات حول إمكانية الإطلاع على وحدة الوصف).

### الوضع القانوني
تحديد الوضع القانوني لوحدة الوصف، النصوص التنظيمية و 
القانونية حول الإطلاع .

### إمكانية الاطلاع و الاستنساخ
تقديم الشروط القانونية و المادية للإطلاع و الاستنساخ
على وحدة الوصف مع تحديد آجال الإطلاع .

### اللغة
الإشارة إلى لغة الوثائق المكونة لوحدة الوصف.

### الخصائص المادية للوثائق
توفير بيانات مادية لها انعكاسات على استعمال وحدة الوصف مثل :صور ممحاة  ،هشة ، مقروءة .

### أدوات البحث
الإشارة إلى كل أداة بحث تخص وحدة البحث